# Tajowal
Tajowal é uma aldeia no distrito de Shaheed Bhagat Singh Nagar, do estado de Punjab, Índia. Ela está localizada a 14 quilómetros de distância de Rahon, a 20 quilómetros de Nawanshahr, a 22 quilómetros da sede do distrito Shaheed Bhagat Singh Nagar e a 82 quilómetros da capital Chandigarh. A aldeia é administrada por um Sarpanch, um representante eleito da aldeia.

## Demografia
Desde 2011, a aldeia tem um número total de 89 casas e uma população de 483 elementos, dos quais 246 são do sexo masculino e 237 são do sexo feminino de acordo com o relatório publicado pelo Censo da Índia em 2011. A taxa de alfabetização da aldeia é 79.76%, superior à media do estado, que é de 75.84%. A população de crianças sob a idade de 6 anos é de 63, que é 13.04%  da população total da aldeia, e a relação do sexo das criança é aproximadamente 703, quando comparada à média do estado de Punjab de 846. A maioria das pessoas é de Schedule Caste, constituindo cerca de 68.74% da população da aldeia. De acordo com o relatório publicado pelo Censo da Índia em 2011, 176 pessoas estavam envolvidas em actividades de trabalho fora da população total da aldeia que inclui 120 homens e 56 mulheres. De acordo com o relatório de pesquisa de censo de 2011, 38.07% dos trabalhadores descrevem seu trabalho como principal trabalho e 61.93%  dos trabalhadores estão envolvidos na actividade marginal, que fornece subsistência por menos de 6 meses.

## Transporte
A estação ferroviária de Nawanshahr é a estação de comboio mais próxima, no entanto, a estação ferroviária de Garhshankar Junction fica a 27 quilómetros de distância da aldeia. O Aeroporto de Sahnewal é o aeroporto doméstico mais próximo, encontrando-se a 49 quilómetros, em Ludhiana, e o aeroporto internacional mais próximo fica situado em Chandigarh. Outro aeroporto internacional, o de Sri Guru Ram Dass Jee, é o segundo aeroporto internacional mais próximo, que fica a 171 quilómetros.